# Russell Square (Metropolitano de Londres)
Russell Square é uma estação do Metrô de Londres, pertencente à Piccadilly line, situada à Bernard Street, no bairro de Bloomsbury. Ela fica na Zona 1 do Travelcard. Ela é uma estação de pequeno porte, porém muito utilizada, por estar na área central de Londres.
A estação foi inaugurada em 1906. Está localizada próximo ao Museu Britânico, ao câmpus principal da Universidade de Londres, ao Hospital Great Ormond Street, aos Jardins Russell Square e ao Brunswick Centre.

## História
A estação Russell Square foi aberta em 15 de dezembro de 1906, e pertencia à linha Great Northern, Piccadilly & Brompton Railway. A estação foi desenhada e projetada pelo arquiteto inglês Leslie Green.

### Atentados de 2005 em Londres
No dia 7 de julho de 2005, em um atentado ao metrô de Londres, uma explosão ocorreu num trem viajando entre a estação de King's Cross St. Pancras e a estação Russell Square, e resultou na morte de 26 pessoas. Essa foi a última bomba de uma série de ataques nos túneis do Metropolitano de Londres. Mais tarde, outra bomba explodiria num ônibus.

### Listagem da estação
Em 20 de julho de 2011, o English Heritage concedeu aos edifícios da estação o status de listados como Grau II, descrevendo-os como:

um bom exemplo de estação projetada por Leslie Green para atender a GNP & BR, mais tarde a Linha Piccadilly, mantendo as letras originais em ladrilhos. O interior, embora alterado, características de interesse sobrevivem em níveis mais baixos, incluindo azulejos e sinalização direcional. O grupo de estações Yerkes desenhado por Leslie Green ilustra uma fase notável no desenvolvimento do sistema de transportes da capital, com a utilização pioneira de uma imagem corporativa forte e consistente; as características fachadas em faiança sangue de boi são instantaneamente reconhecíveis e estão entre os tipos de edifícios mais emblemáticos de Londres.

## A estação hoje
A estação é um edifício listado como Grau II

## Serviços e conexões
As frequências dos trens variam ao longo do dia, mas geralmente operam a cada 4–7 minutos entre 05h56 e 00h28 em ambas as direções.
As rotas dos ônibus de Londres 14, 68, 91, 168, 188, a rota do Superloop SL6 e rota noturna N91 servem a estação.

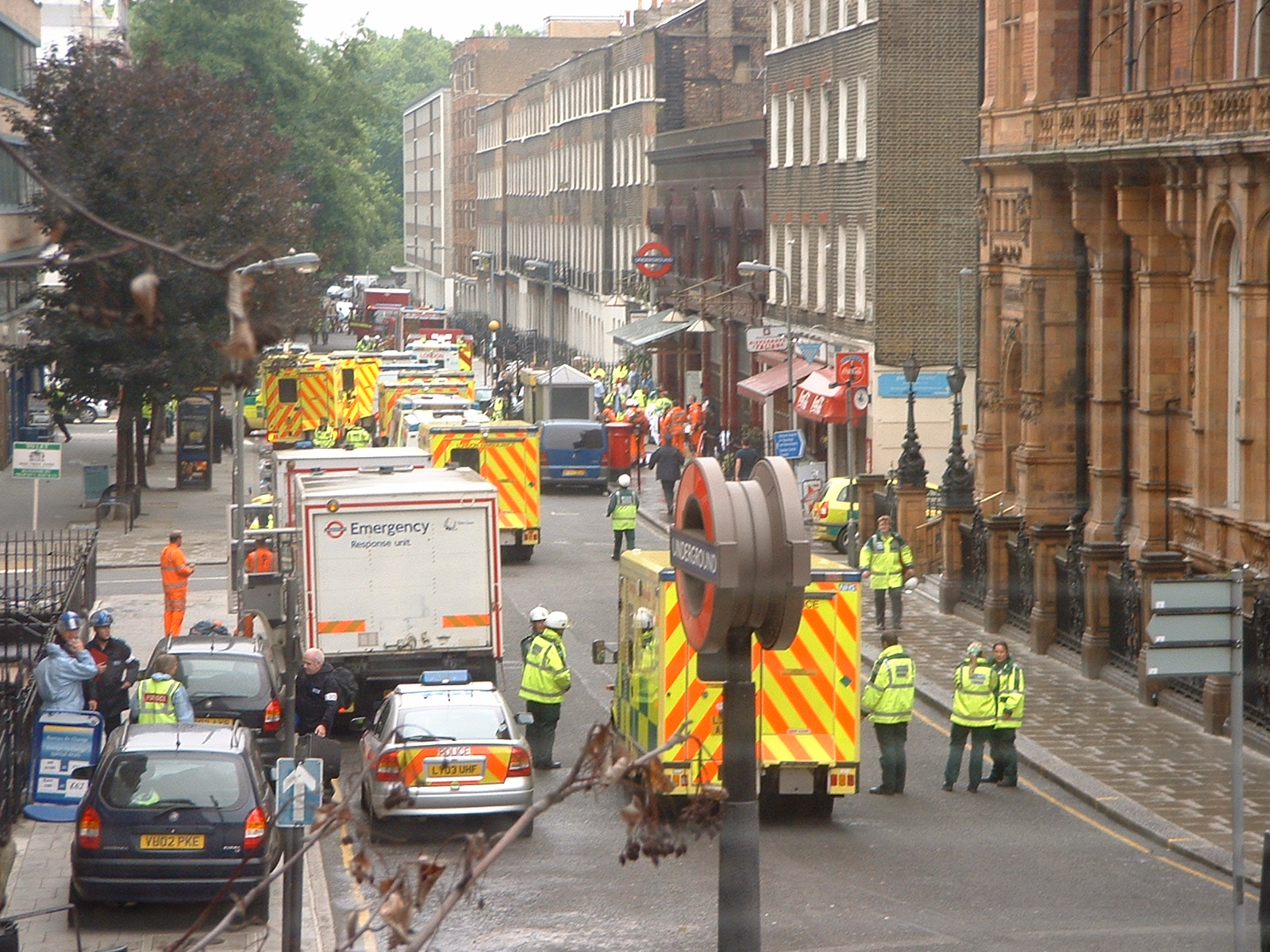
Ambulâncias na estação Russell Square, após os atentados de julho de 2005.

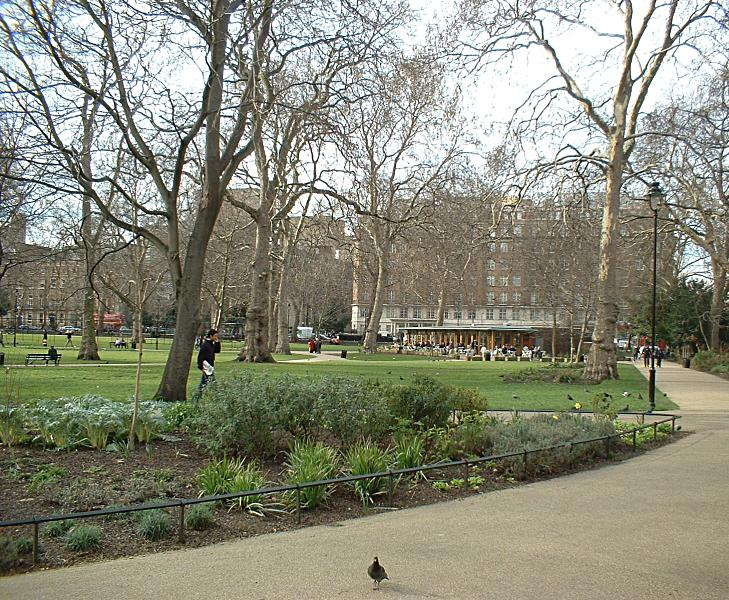
Jardim Russell Square, próximo à estação de nome similar.

## Galeria

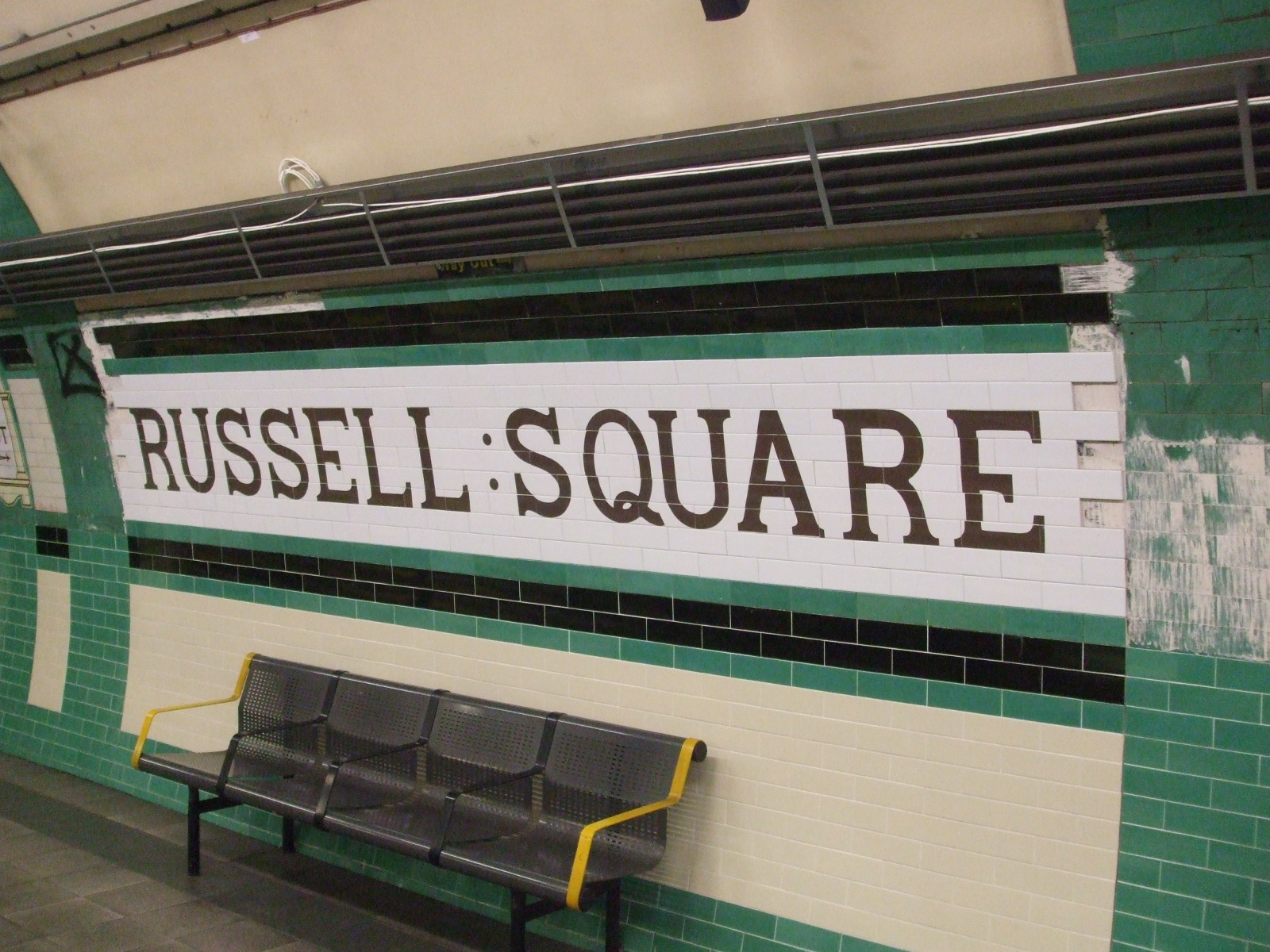
Nome da estação desenhado.
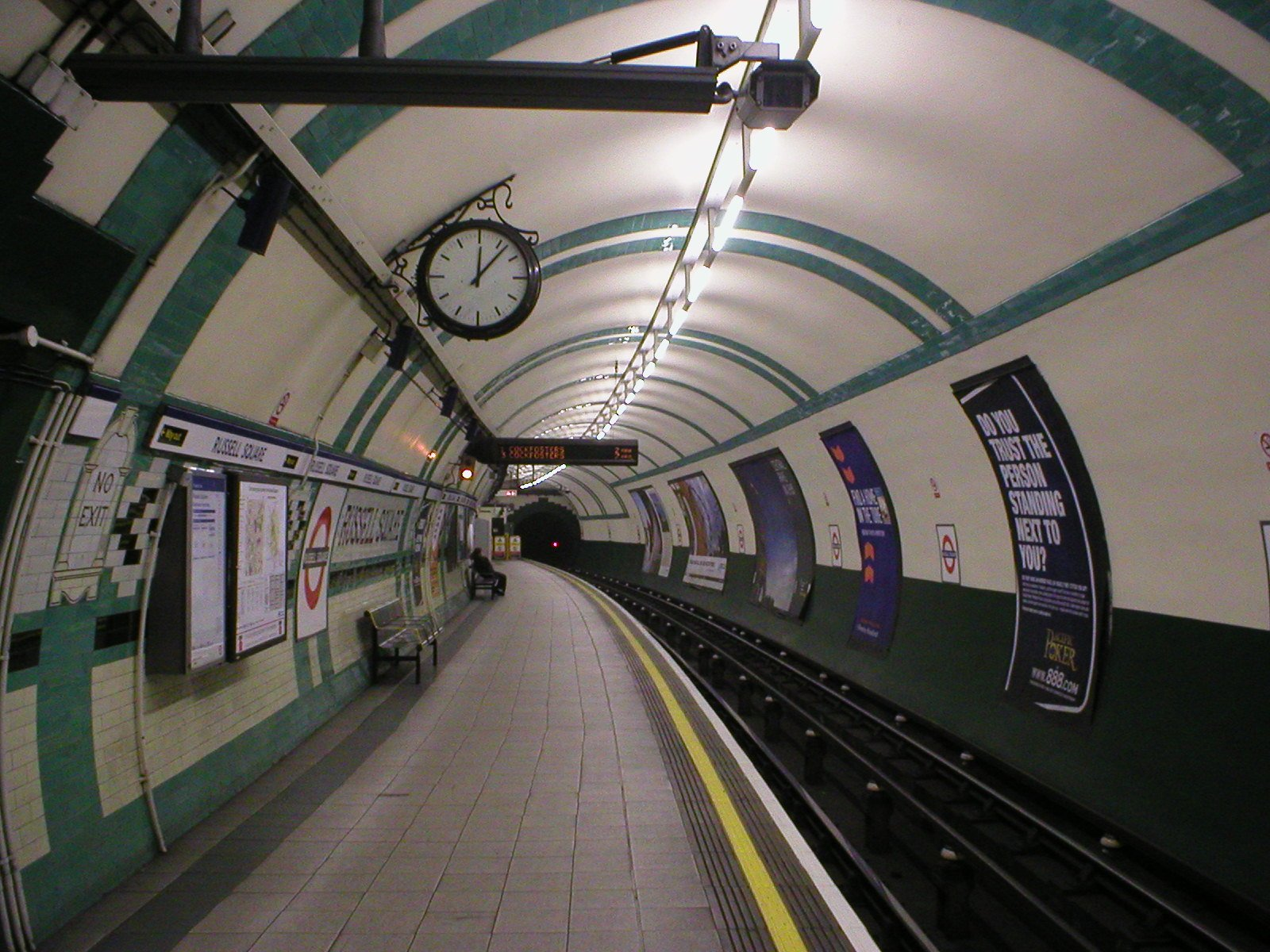
Plataforma da estação.
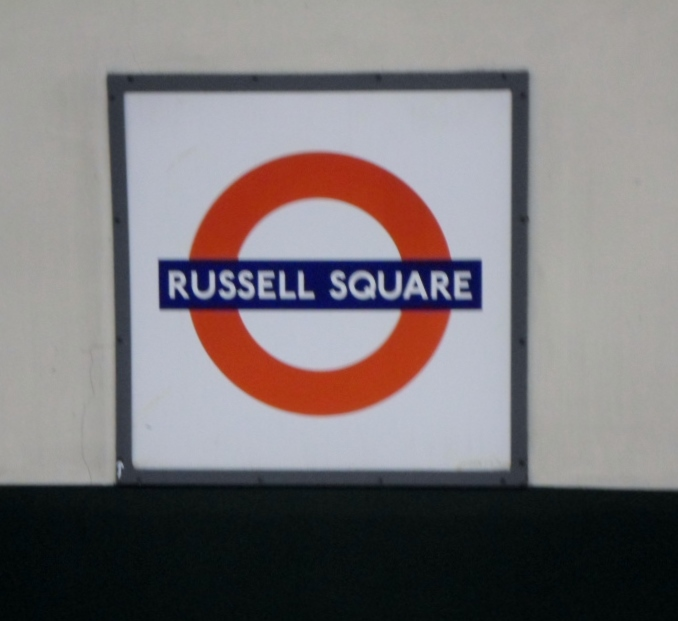
Placa na plataforma da estação.